# 建陵県 (江蘇省)
建陵県（けんりょう-けん）は中華人民共和国江蘇省にかつて存在した県。現在の新沂市南部に相当する。
南北朝時代、北魏により設置され、北周により廃止された。